# Episodi di Ash vs Evil Dead (prima stagione)
La prima stagione della serie televisiva Ash vs Evil Dead, composta da 10 episodi, è stata trasmessa in prima visione negli Stati Uniti d'America dal 31 ottobre 2015 al 2 gennaio 2016.
In Italia, la stagione è stata interamente pubblicata il 20 maggio 2016 sul servizio streaming Infinity TV.
L'antagonista principale della stagione è Ruby.
Al termine di questa stagione esce di scena Jill Marie Jones.
| nº | Titolo originale      | Titolo italiano         | Prima TV USA     | Pubblicazione Italia |
| -- | --------------------- | ----------------------- | ---------------- | -------------------- |
| 1  | El Jefe               | El Jefe                 | 31 ottobre 2015  | 20 maggio 2016       |
| 2  | Bait                  | L'esca                  | 7 novembre 2015  | 20 maggio 2016       |
| 3  | Books from Beyond     | Libri dall'aldilà       | 14 novembre 2015 | 20 maggio 2016       |
| 4  | Brujo                 | Brujo                   | 21 novembre 2015 | 20 maggio 2016       |
| 5  | The Host              | L'ospite                | 28 novembre 2015 | 20 maggio 2016       |
| 6  | The Killer of Killers | Il killer dei killer    | 5 dicembre 2015  | 20 maggio 2016       |
| 7  | Fire in the Hole      | Fuoco nel bunker        | 12 dicembre 2015 | 20 maggio 2016       |
| 8  | Ashes to Ashes        | Cenere alla cenere      | 19 dicembre 2015 | 20 maggio 2016       |
| 9  | Bound in the Flesh    | Rilegato in pelle umana | 26 dicembre 2015 | 20 maggio 2016       |
| 10 | The Dark One          | Gli Oscuri              | 2 gennaio 2016   | 20 maggio 2016       |

## El Jefe
- Titolo originale: El Jefe
- Diretto da: Sam Raimi
- Scritto da: Sam Raimi, Tom Spezialy

### Trama
Sono passati ormai 30 anni da quando Ash Williams ha dovuto combattere contro le forze del male. Oggi fa ancora il commesso nello stesso centro commerciale di un tempo, vive in una roulotte, e trascorre le serate in cerca di facili avventure. Una sera, dopo aver abbordato una ragazza in un bar, ha improvvisamente delle visioni che gli fanno ricordare le sue avventure passate. Torna velocemente a casa (con la sua vecchia Oldsmobile Delta 88) e apre la cassa contenente i suoi cimeli più preziosi in cerca del Necronomicon. Nel rivederlo si ricorda di quando, qualche sera prima, per fare colpo su una giovane ragazza lo aveva riaperto, facendole leggere le famose frasi maledette.

## L'esca
- Titolo originale: Bait
- Diretto da: M. J. Bassett
- Scritto da: Dominic Dierkes

### Trama
Kelly è preoccupata dalla telefonata ricevuta dal padre nella quale le aveva annunciato il ritorno a casa della mamma (interpretata da Mimi Rogers, morta tempo prima in un incidente stradale) e decide di fare ritorno a casa. Pablo con un sotterfugio trascina Ash a casa della ragazza pronto ad aiutarla in caso di necessità. Arrivati Ash si dimostra subito diffidente verso la donna, ricoprendola di domande durante la cena. I sospetti di Ash verso la rediviva madre si rivelano fondati, e dopo una furibonda lotta (nella quale muore anche il padre di Kelly Maxwell) riescono a uccidere definitivamente anche il demone. I tre decidono quindi di dirigersi da un conoscente di Ash, un filologo che aveva contattato molti anni prima, in grado forse di decifrare le pagine del Necronomicon.

## Libri dall'aldilà
- Titolo originale: Books from Beyond
- Diretto da: M. J. Bassett
- Scritto da: Sean Clements

### Trama
Ash, Pablo e Kelly raggiungono Lionel, il proprietario della libreria occulta "Books from Beyond". Lionel seguendo il consiglio di Ash utilizza il Necronomicon per evocare un demone "minore", Eligos, nella speranza possa fare chiarezza alle domande di Ash su come fermare la maledizione. La cerimonia va storta quando Amanda (una detective della polizia sospesa dal servizio dopo aver sparato al collega perché controllato da un demone) arriva ad arrestare Ash, mentre Eligos riesce a scappare. Ash Pablo e Kelly decidono di dirigersi dal "Brujo", lo zio sciamano di Pablo, forse in grado di aiutare i nostri eroi.

## Brujo
- Titolo originale: Brujo
- Diretto da: David Frazee
- Scritto da: James E. Eagan

### Trama
Amanda, rimasta ammanettata in libreria viene attaccata da Lionel, ora posseduto da un demone. Si salva solo grazie al intervento di Ruby Knowby (interpretato da Lucy Lawless) anch'essa in cerca di Ash. Le due uniscono le forze per dare la caccia a Ash. Nel frattempo Pablo, Ash e Kelly arrivano dal "Brujo" lo zio sciamano di Pablo. Kelly ,ammalata dopo l'ultimo scontro, si scopre essere in realtà posseduta da Eligos (demone creduto sconfitto durante lo scontro in biblioteca). Il Brujo induce in uno stato di trance Ash, nella speranza possa trovare risposte su come combattere definitivamente i demoni. Durante la visione Eligos dice di seppellire il Necronomicon in profondità nel luogo dove tutto ha avuto inizio, la capanna nel bosco.

## L'ospite
- Titolo originale: The Host
- Diretto da: David Frazee
- Scritto da: Zoe Green

### Trama
Kelly posseduta da Eligos convince Pablo e suo zio che Ash sia posseduto. Il Brujo si prepara per un esorcismo mentre nella roulotte di Ash, Kelly cerca di uccidere Pablo. Ash riesce finalmente a dimostrare di non essere in alcun modo posseduto e aiutato dal Brujo salva la vita a Pablo e immobilizza Kelly. Una volta che il demone viene immobilizzato dal Brujo, quest'ultimo tenta un esorcismo per far uscire Eligos dal corpo della ragazza. Dopo qualche tentativo a vuoto da parte dello sciamano, Pablo offre al demone il suo corpo senza opporre resistenza, ed è così che Eligos decide di uscire dal corpo di Kelly, uccide lo zio di Pablo ma, a sua volta viene sconfitto dal "bastone di fuoco" di Ash. Ash, Pablo e Kelly decidono di bruciare il corpo del Brujo, e mentre esso brucia viene rigettato dalle fiamme un medaglione appartenente allo sciamano, che viene raccolto da Pablo e lo porta con sé. Tornato nella roulotte, Pablo, mostra ad Ash la sua nuova mano meccanica che lo stesso ragazzo e Kelly hanno costruito, prima che la ragazza scoprisse di essere posseduta da un demone.

## Il killer dei killer
- Titolo originale: 	The Killer of Killers
- Diretto da: Michael Hurst
- Scritto da: Nate Crocker

### Trama
Ruby è da sempre in possesso del moncherino mozzato di Ash, e lo utilizza per farsi guidare verso Ash. Arriva insieme ad Amanda al ranch del Brujo poco dopo che Ash, Pablo e Kelly se ne sono andati. Durante il sopralluogo lo scheletro carbonizato del Brujo emerge dalla pira funebre e uccide Ruby trascinandola con se tra le fiamme della propria pira funeraria. Ash, Pablo e Kelly sono diretti alla casa nel bosco, lungo la strada si fermano in un locale, dove incontrano Lem, vecchio amico di Ash. Amanda, tornata all'auto, scopre che la mano di Ash è sparita, ma decide ugualmente di seguirlo verso l'ultima direzione indicata dalla mano. Arriva nel locale dove si trova Ash, lo arresta e contatta il capo della polizia per farsi aiutare. Quando arrivano i rinforzi richiesti da Amanda questi si rivelano posseduti: Ash, Pablo e Kelly sono costretti ad ucciderli. Amanda dopo aver visto con i propri occhi di cosa è capace il male, accetta di unirsi al gruppo di Ash.

## Fuoco nel bunker
- Titolo originale: Fire in the Hole
- Diretto da: Michael Hurst
- Scritto da: Sean Clements, Dominic Dierkes, Ivan Raimi

### Trama
Ash e il suo gruppo si scontrano con un gruppo di miliziani che sono stati attaccati da un Lem indemoniato. Questo gruppo di bifolchi cacciatori di paese pensa che il gruppo di Ash sia composto da agenti del governo e che il loro amico Lem sia stato infettato da un virus del governo. Quando i miliziani vengono attaccati da Lem decidono di intrappolarlo in un bunker insieme a Ash e Amanda. Nel frattempo Kelly e Pablo tentano di fuggire nel bosco, ma i miliziani danno loro la caccia. Nello stesso momento nel ranch del Brujo, Ruby emerge dalla pira funebre illesa, e prosegue la sua ricerca di Ash. Alla fine Pablo e Kelly salvano Ash e Amanda e il gruppo di bifolchi. Liberano così i propri amici che si allontanano solo dopo aver rubato alcune armi dalla milizia. Nel percorso alla roulotte Ash che si affezionato al gruppo di amici si allontana di nascosto in direzione della casa. Una scena di chiusura mostra la mano mozzata di Ash strisciare attraverso i boschi verso la casa.

## Cenere alla cenere
- Titolo originale: Ashes to Ashes
- Diretto da: Tony Tilse
- Scritto da: Michael J. Bassett

### Trama
Armato con la sua motosega, fucile e il Necronomicon, Ash fa ritorno nella casa del bosco dopo 30 anni. Viene raggiunto da Amanda (il gruppo convinto che Ash non avrebbe dovuto affrontare il male da solo si diviso per cercarlo) mentre Kelly e Pablo si perdono nei boschi dove incontrano un gruppo di 3 escursionisti: Brad, la sua fidanzata, e la sorella della ragazza Heather. Arrivato alla casa Ash entra nel capanno degli attrezzi dove viene schernito dalla testa mozzata della sua vecchia fidanzata Linda. Nella casa Amanda ascolta il vecchio registratore a nastro per il Necronomicon. Ash appare all'improvviso e inizia a sedurla, tentando di convincerla a scappare insieme. Amanda si accorge di non star parlando con il vero Ash dopo aver notato che l'uomo che ha davanti è dotato di entrambe le mani, ma quella destra è in fase di putrefazione. Dopo una colluttazione riesce a tagliare e distruggere la mano all' Ash impostore che riesce a infilzarla sulle corna della testa di cervo appesa in salotto. Il vero Ash si libera definitivamente di Linda e trova Amanda giusto in tempo per vederla morire.

## Rilegato in pelle umana
- Titolo originale: Bound in Flesh
- Diretto da: Tony Tilse
- Scritto da: Rob Wright

### Trama
Pablo e Kelly arrivati alla casa si trovano davanti due Ash e, una volta resi conto quale sia l'impostore lo uccidono. Ash decide di tagliare in piccole parti i 2 corpi (del Ash malvagio e di Amanda) prima che si risveglino nuovamente, ma in quel momento sopraggiungono gli escursionisti. Pablo e Kelly li portano via mentre Ash smembra il suo clone malvagio. Improvvisamente il Necronomicon comincia a parlare di lui, cercando di convincerlo a non seppellirlo. Ash getta il libro in frigorifero e si accorge che Amanda è scomparsa. Amanda posseduta attacca Pablo, Kelly e gli escursionisti, uccidendo Brad e la sua fidanzata mentre Heather si rompe una gamba.
Arrivata a casa si confronta con Ash presentandosi come Ruby Knowby, figlia di Henrietta e Raymond Knowby e sorella di Annie Knowby. Lei spiega che il libro non può essere semplicemente sepolto, ma ha bisogno di essere distrutto e l'unico modo pe farlo è utilizzare un pugnale Kandariano di cui lei è in possesso. Ash accetta di distruggere il libro e utilizzando il pugnale strappa il volto che ne fa da copertina, ma una volta consegnato a Ruby lei inizia un rituale per scatenare il male sul mondo intero. Ruby rivela di aver scritto il Necronomicon e il volto del Necronomicon si attacca a Pablo.

## Gli Oscuri
- Titolo originale: The Dark One
- Diretto da: Rick Jacobson
- Scritto da: Craig Di Gregorio

### Trama
Prima che Ash possa reagire a quello che sta succedendo si ripresenta Amanda che lo attacca. Ash riesce a sconfiggerla ma si accorge che Ruby, Heather e Pablo vengono trascinati in cantina. Ash insegue i propri amici nella cantina della casa dove scopre il disgustoso piano di Ruby. Grazie a una serie di incantesimi Ruby riesce a far nascere i propri figli, i quali vengono partoriti dalla bocca di Pablo che ha la faccia ricoperta dalla copertina del Necronomicon e che ne è a tutti gli effetti posseduto.
Ruby, vedendo Ash, per paura di perdere i suoi bimbi demoniaci gli propone una tregua: offre a Ash e ai suoi amici la possibilità di vivere una vita tranquilla a Jacksonville (luogo nel quale Ash è da sempre voluto andare). Rifiutando l'offerta Ash si ritrova di nuovo sotto attacco da parte dei bambini demoniaci e di Pablo, che è sotto il diretto controllo del Necronomicon. Durante la colluttazione Heather viene uccisa e Ash nella speranza di salvare almeno Pablo e Kelly decide di accettare l'offerta di Ruby. La puntata finisce con Ash, Kelly e Pablo che si allontanano con la macchina mentre voragini demoniache cominciano ad aprirsi in tutto il mondo.